# La juventud manda
La juventud manda es una película en blanco y negro de Argentina dirigida por Carlos Borcosque sobre su propio guion escrito en colaboración con Jack Hall según la obra de Jorge Valdez S. y José M. Lastra que se estrenó el 17 de junio de 1943 y que tuvo como protagonistas a Carlos Cores, Silvana Roth, Nélida Bilbao y Semillita.

## Sinopsis
Una muchacha y su novio tienen un conflicto cuando una vecina intenta seducir a éste. 

## Reparto
- Carlos Cores
- Silvana Roth
- Nélida Bilbao
- Semillita
- Rafael Frontaura
- Hilda Sour
- Enrique García Satur
- Rosa Catá
- Perla Alvarado
- Alberto Dalbes
- Pura Díaz	... 	Actriz
- Enrique Chaico

## Comentarios
Calki escribió que:

”lo risueño tiene eficacia …realización técnica ágil y eficaz, hasta donde sólo permite el trivial guion.”

Para Roland el filme pudo ser una familia Hardy porteña …pero carece de sus perfiles de sana emoción hogareña y Manrupe y Portela opinan: :

”copiando cine familiar norteamericano, poca autenticidad, amabilidad forzada y unos cuantos jóvenes tratando de mandar en la película.”